# ديفون ووكر (لاعب كرة قدم أمريكية)
ديفون ووكر (بالإنجليزية: DeVon Walker)‏ هو لاعب كرة قدم أمريكية أمريكي، ولد في 22 ديسمبر 1985 في كومبتون في الولايات المتحدة.